# María Pacheco
 (mars 2023).
Si vous disposez d'ouvrages ou d'articles de référence ou si vous connaissez des sites web de qualité traitant du thème abordé ici, merci de compléter l'article en donnant les références utiles à sa vérifiabilité et en les liant à la section « Notes et références ».
Pour les articles homonymes, voir Pacheco.
María Pacheco (Grenade, vers 1496 - Porto, Portugal, 1531) est une noble castillane qui mena la rébellion des Communautés de Castille.

## Vie

### Enfance
Fille de don Íñigo López de Mendoza y Quiñones, premier marquis de Mondéjar et second comte de Tendilla, et de Francisca Pacheco (fille de Juan Pacheco, premier marquis de Villena). María adopta comme nom de famille celui de sa mère pour se différencier de ses deux sœurs (qui avaient adopté Mendoza en suivant la tradition). Sa date de naissance est inconnue, bien que des archives indiquent qu'à la date de son mariage à Grenade, le 18 août 1511, elle avait quinze ans.
Élevée avec d'autres frères dans la petite cour de Tendilla, un milieu imprégné par la Renaissance, María était une femme docte, avec des connaissances en latin, grec, mathématiques, lettres et histoire. Enfant, elle assista en 1500 aux évènements du premier soulèvement morisque depuis sa résidence d'Albaicín.

### Mariage
À l'âge de 14 ans (10 novembre 1510) est décidé son mariage avec Juan de Padilla, noble tolédan de rang inférieur au sien (ce qui semble-t-il ne fut pas de son goût). Dans les écrits de l'époque, elle apparaît comme Doña María Pacheco, tandis que son mari reçoit le traitement de Juan de Padilla. Dans le contrat du mariage, on l'oblige à renoncer à ses droits sur l'héritage paternel en échange d'une dot de 4 500 000 maravédis.

### Guerre des Communautés de Castille
Lorsque Juan de Padilla succède à son père au rang de Capitaine de gens d'armes, les époux partent vivre à Tolède en 1518. María Pacheco appuya et peut-être incita son pacifique mari à prendre une part active dans le soulèvement des Communautés de Castille à Tolède au mois d'avril 1520. Par la suite, Juan de Padilla accourt à l'aide de Ségovie avec les milices tolédanes pour combattre les forces royalistes de Rodrigo Ronquillo, au côté des milices commandées par Juan Bravo, regidor de Ségovie. Le 29 juin 1520, la Sainte Junte est formée à Ávila; Juan de Padilla est nommé capitaine général des troupes comuneras. Cependant, les rivalités entre comuneros entraînent son remplacement par Pedro Girón ; Padilla retourne alors à Tolède. Quand Girón déserte pour le camp royaliste en décembre, Padilla revient à Valladolid avec une nouvelle armée tolédane (31 décembre 1520). Ses troupes prennent Ampudia et Torrelobatón. Cependant de nouvelles dissensions surgissent au sein de l'armée comunera et provoquent un affaiblissement des insurgés, qui sont vaincus au cours d'une bataille inégale le 23 avril 1521 à Villalar.
Padilla est capturé. Conduit au village de Villalar, il y est décapité le lendemain. Avec lui furent également pris Juan Bravo, Pedro et Francisco Maldonado, et d'autres partisans de la cause comunera.

### Résistance à Tolède
En l'absence de Padilla, Pacheco gouverne Tolède jusqu'à l'arrivée de l'évêque de Zamora, Antonio de Acuña, le 29 mars, où elle se voit obligée de partager le pouvoir avec ce dernier. À la réception des mauvaises nouvelles de la bataille de Villalar, elle tombe malade et porte le deuil. Cependant, plutôt que d'abandonner, Pacheco va mener l'ultime résistance des Communautés à Tolède. Elle dirige, depuis chez elle dans un premier temps et ensuite depuis l'alcazar, la résistance aux troupes royalistes, en plaçant des défenseurs aux portes de la ville, en faisant venir l'artillerie depuis Yepes, en mettant en place des contributions et en nommant des capitaines des troupes comuneras tolédanes. Après la reddition de Madrid le 7 mai, Tolède seule résiste encore. Devant cet état de fait, le reste des dirigeants comuneros de la ville penchent pour la capitulation, mais Pacheco parvient à l'éviter. Même l'évêque Acuña fuit le 25 mai pour la France. Une partie de la rivalité avec ce dernier était due au fait qu'il aspirait à la mitre tolédane (la plus haut rang ecclésiastique d'Espagne), que Pacheco souhaitait pour son frère Francisco de Mendoza.
María Pacheco parviendra à maintenir la résistance neuf mois après la bataille de Villalar, bien que ce soit davantage dû au fait que l'armée royale dut se rendre en Navarre pour combattre une invasion française plutôt qu'à sa résistance acharnée. Pour maintenir l'ordre dans Tolède, María alla jusqu'à tourner les canons de l'alcazar contre les tolédans. Le 6 octobre elle réquisitionne l'argent contenu dans le sanctuaire de la cathédrale, où elle pénètre à genoux, pour pouvoir payer les troupes.
Cependant les troupes royalistes, en livrant divers combats entre avril et août, encerclent finalement Tolède. Le 1er septembre 1521 commence le bombardement. Le 25 octobre 1521 est signée une trêve favorable aux assiégés (dénommée armisticio de la Sisla), si bien que les comuneros évacuent l'alcazar, tout en gardant les armes et le contrôle de la ville. Cette situation instable culmine le 3 février 1522 avec un nouveau soulèvement de la ville durant lequel María Pacheco et ses fidèles prennent l'alcazar et libèrent les comuneros prisonniers. Toutefois, le soulèvement est étouffé par les troupes royalistes le lendemain. Grâce à la connivence de certains membres de sa famille, qui militaient dans le camp royaliste, María Pacheco, déguisée, parvient à fuir avec son jeune fils et s'exile au Portugal.

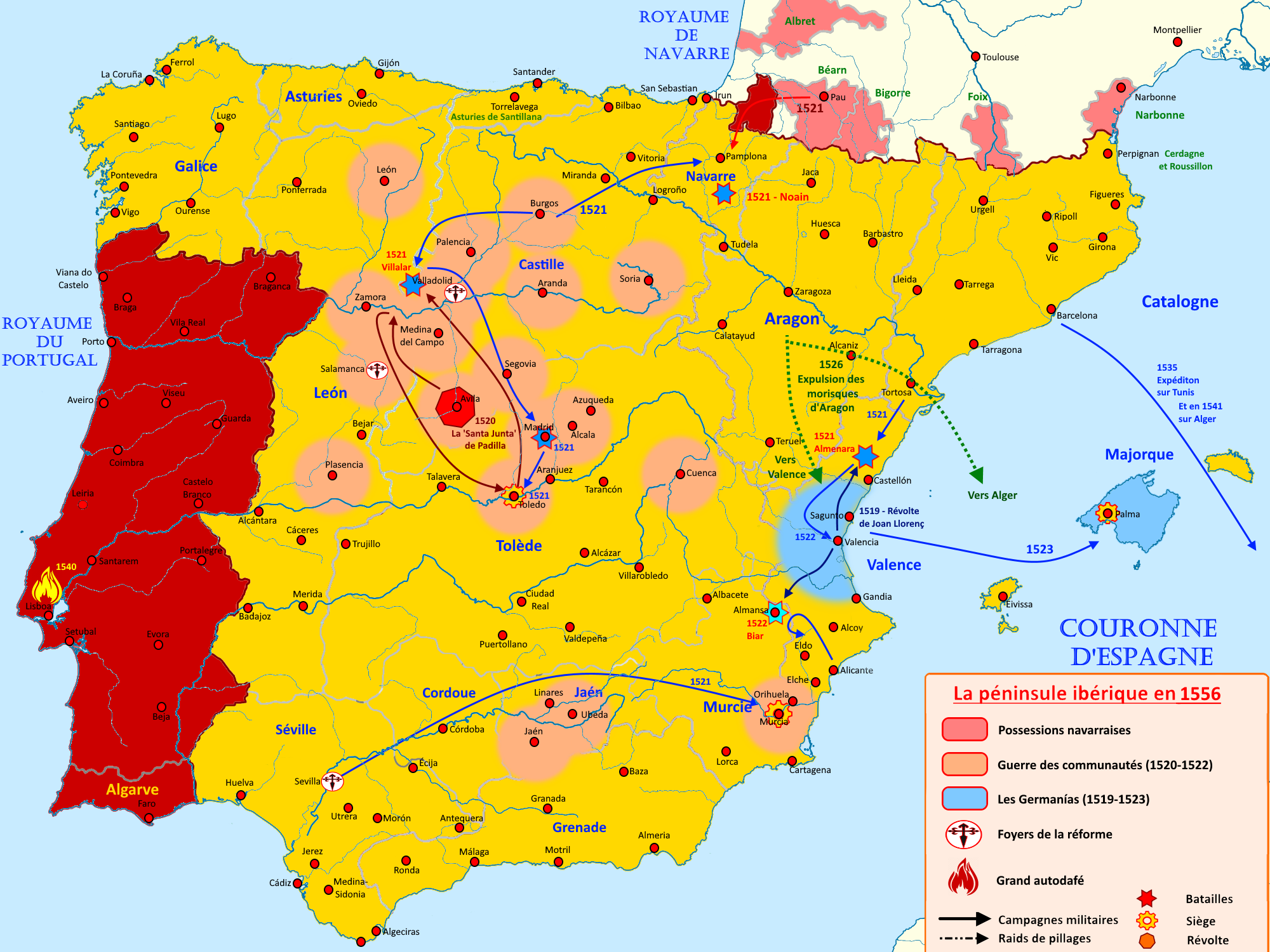
La guerre des Communautés (1519-1522).

### Exil
Exclue du pardon général du 1er octobre 1522 et condamnée à mort par contumace en 1524, Pacheco subsiste avec difficultés au Portugal. Bien que Jean III de Portugal ne fasse pas suivre les demandes d'expulsion qui lui parviennent depuis la cour castillane, María Pacheco n'a d'autre recours que subsister grâce à la charité, de l'évêque de Braga tout d'abord, puis de l'évêque de Porto ensuite.
Malgré les tentatives de ses frères, Luis Hurtado de Mendoza, marquis de Mondéjar, et Diego Hurtado de Mendoza (ambassadeur de Charles Quint), María Pacheco n'obtint pas le pardon du roi et vécut à Porto (Portugal) jusqu'à sa mort en mars 1531. Elle fut enterrée dans la cathédrale de Porto, face au refus de Charles Ier de transporter sa dépouille à Villalar, pour qu'elle repose près de celle de Juan de Padilla, son époux.

## Dans la culture populaire
La vie de María Pacheco, sa résistance tenace et sa croyance ferme dans la cause de son mari et dans ses idéaux inspirèrent un drame en trois actes à Francisco Villaespesa. À partir de ce drame, Juan de Orduña réalisa en 1951 un film dans lequel Amparo Rivelles interprète l'héroïne de Tolède.

## Sources
- (es) Cet article est partiellement ou en totalité issu de l’article de Wikipédia en espagnol intitulé « María Pacheco » (voir la liste des auteurs).